# 강홍석
강홍석(1986년 2월 11일 ~ )은 대한민국의 배우이다.

## 약력
본래 가수를 꿈꿨다. 대학 시절 가수를 준비하다 실패했고, 연극을 전공하며 오디션을 보다가 2008년 《영화는 영화다》로 데뷔했다. 2011년 대학 선배이자 뮤지컬 배우 정원영의 권유로 《스트릿 라이프》의 오디션에 참여했고 이를 계기로 뮤지컬에 데뷔했다. 2014년 《킹키부츠》에서의 호연으로 배우로서 큰 주목을 받았고 이듬해 남우주연상을 수상했다. 2015년 씨제스 엔터테인먼트와 전속 계약했으며 2016년 9월 결혼했다.

## 학력
- 계원예술고등학교 연극영화과[5]
- 서울예술대학 연극과

## 출연작

### 영화
- 2008년 《영화는 영화다》 ... 똘마니 3 역
- 2019년 《걸캅스》 ... 용석 역
- 2022년 《젠틀맨》 ... 창모 역

### 드라마
- 2024년 tvN 《세작, 매혹된 자들》 ... 주상화 역
- 2017년 tvN 《시카고 타자기》 ... 원대한 역
- 2017년 KBS2 《맨홀 - 이상한 나라의 필》 ... 양구길 역
- 2018년 tvN 《마더》
- 2018년 JTBC 《으라차차 와이키키》 ... 홍석 역
- 2018년 tvN 《김비서가 왜 그럴까》 ... 양철 역
- 2018년 tvN 《톱스타 유백이》 ... 형사 역 (특별출연)
- 2019년 KBS2 《닥터 프리즈너》... 신현상 역
- 2019년 tvN 《호텔 델루나》 ... 사신 역
- 2019년 tvN 《쌉니다 천리마마트》 ... 오인배 역
- 2020년 SBS 《더 킹 : 영원의 군주》 ... 장 미카엘 / 장미륵 역
- 2020년 tvN 《산후조리원》 ... 저승사자 역 (특별출연)
- 2021년 KBS2 《대박부동산》 ... 허지철 실장 역

### 뮤지컬
- 2011년 《스트릿 라이프》 ... 정훈 역
- 2012년 《전국노래자랑》 ... 마이클리 역
- 2011년 《런투유》 (일본 공연) ... 정훈 역[6]
- 2013년 《하이스쿨뮤지컬》 ... 채드 역
- 2014년 《스트릿 라이프》 ... 정훈 역
- 2014년 《킹키부츠》 ... 롤라 역
- 2015년 《달빛요정과 소녀》 ... 달빛요정 역
- 2015년 《데스노트》 ... 류크 역
- 2016년 《드라큘라》 ... 반헬싱 역
- 2016년 《킹키부츠》 ... 롤라 역
- 2017년 《데스노트》 ... 류크 역
- 2017년 《나폴레옹》 ... 탈레랑 역
- 2017년 《모래시계》 ... 종도 역
- 2018년 《엘리자벳》 ... 루이지 루케니 역
- 2020년 《킹키부츠》 ... 롤라 역
- 2021년 《하데스타운》 ... 헤르메스 역
- 2022년 《데스노트》 ... 류크 역
- 2022년 《킹키부츠》 ... 롤라 역
- 2024년 《하데스타운》 ... 헤르메스 역
- 2025년 《알라딘》 ... 지니 역

### 연극
- 2013년 《광해, 왕이 된 남자》 ... 도부장 역

## 기타 활동

### 공연
- 2012년 《크레이지 뱀파이어 파티》
- 2014년 《삼성카드 스테이지 2 - If... Then》
- 2017년 《조광화 연출데뷔 20주년 기념 Thanks Concert - Reply》
- 2022년 《김문정 콘서트 : ONLY》
- 2023년 《 WONDERLAND THEATRE 2023 》
- 2023년 《 WONDERLAND와 후라보노 》
- 2025년 《 강홍석 The 1st Fan Meeting <THE HONG SHOW> 》

### 예능
- 2015년~2017년 KBS 2TV 《불후의 명곡 - 전설을 노래하다》
- 2016년 Mnet 《골든 탬버린》
- 2018년 MBC 미스터리 음악쇼 복면가왕 - 흥탄소년단! 사물놀이소년 (참가자)
- 2020년 TV조선《신청곡을 불러드립니다 - 사랑의 콜센타》- 24회
- 2023년 《심야괴담회》97회
- 2024년 《집대성》21회

### 라디오
- 2016년 SBS 파워FM 《김창렬의 올드스쿨》
- 2017년 SBS 파워FM 《최화정의 파워타임》
- 2017년 SBS 파워FM 《두시탈출 컬투쇼》

## 수상 및 후보
| 연도 | 시상식                   | 부문          | 작품       | 비고 |
| ---- | ------------------------ | ------------- | ---------- | ---- |
| 2015 | 제9회 더 뮤지컬 어워즈   | 남우주연상    | 킹키부츠   | 수상 |
| 2018 | 제7회 예그린뮤지컬어워드 | 남우조연상    | 모래시계   | 미정 |
| 2022 | 제16회 DIMF 어워즈       | 올해의 스타상 | 하데스타운 | 수상 |
| 2023 | 제7회 한국뮤지컬어워즈   | 남우조연상    | 데스노트   | 수상 |
| 2023 | 제17회 DIMF 어워즈       | 올해의 스타상 | 킹키부츠   | 수상 |